# 650.
650. je šesto desetletje v 7. stoletju med letoma 650 in 659. 